# スターリング・ヘイドン
スターリング・ヘイドン（Sterling Hayden、1916年3月26日 - 1986年5月23日）は、アメリカ合衆国ニュージャージー州出身の男優。196cmの高身長で知られた。

## 略歴
生まれた時の名前はスターリング・レルイエア・ウォルター（Sterling Relyea Walter）だった が、父と死別し、母が再婚したことから、以後継父の姓であるヘイドンを名乗ることになる。銀行のメッセンジャーボーイ、船員、消防士などの職を転々とし、友人の紹介でパラマウント・ピクチャーズと俳優として契約を結ぶ。デビュー時のキャッチコピーは「映画史上最も美しい男優」だったが、彼自身は映画界に長くとどまるつもりはなかった。
第二次世界大戦中、ヘイドンは戦略情報局（OSS）のエージェントとして活動した。OSS長官ウィリアム・ドノバンは、船員として働いていた頃に偶然出会って以来の友人だった。1941年、2本の映画に出演した後、ヘイドンは映画界から離れ、ドノバンを通じてスコットランドにあるブリティッシュ・コマンドス訓練課程への参加を志願した。彼はこの訓練課程への参加が認められた唯一のアメリカ人であり、また一切事前の訓練を受けていない唯一の「素人」であった。降下訓練中に負傷し帰国を余儀なくされると、ヘイドンは海兵隊に志願した。この際、俳優の売名目的の入隊と軽んじられることを避けるため、ジョン・ハミルトン（John Hamilton）の偽名を使った。海兵としての基礎訓練の後、船員としての経験を活かせる道を模索し、ドノバンにCOI（OSSの前身）への配属を申し出た。1943年にはエージェントとしてコルチュラ島に派遣され、ヨシップ・ブロズ・チトー指揮下のパルチザンの援護に当たった。この任務での功績のため、銀星章を受章している。
戦後、マッカーシズムが台頭して下院非米活動委員会が結成され、ハリウッドにおける共産主義者のリストアップを開始すると、大戦中にチトーなど共産主義者たちと交流を持っていたヘイドンにも追及の手が伸びる。大戦中のヘイドンは共産主義を強く支持していたものの、後には共産主義者に「騙されて」いたのだと認めている。ヨットを購入した借金の返済をするために映画界への復帰を願っていたヘイドンは、追及をのがれるために協力的密告者として証言台に立ち、そのことが後の彼の人生に暗い影を落すことになる。
ターザン役をオファーされるが断り、ジョン・ヒューストン監督の『アスファルト・ジャングル』に主演。以後、1950年代アメリカ映画を象徴するフィルム・ノワールと西部劇のスターとして活躍するようになり、スタンリー・キューブリックやニコラス・レイといったこの時代を代表する監督たちの作品にも主演した。
1960年代に入ると『博士の異常な愛情 または私は如何にして心配するのを止めて水爆を愛するようになったか』に独断で核戦争を始める精神異常のリッパー将軍役で出演して、従来のスターイメージからの脱却を目指すが、フィルム・ノワールや西部劇もこの頃から衰退しはじめ、ヘイドンもまた活躍の場を徐々に失っていくことになる。
1970年代には、フランシス・フォード・コッポラ監督の『ゴッドファーザー』のマクラスキー警察署長、ベルナルド・ベルトルッチ監督『1900年』第一部の誇り高い小作人頭、『ロング・グッドバイ』の小説家ロジャー・ウェイドなどを演じた。また『ジョーズ』の主役にも抜擢されたが、この役は最終的にロバート・ショウに取って代わられた。
船員時代に船長の資格も取っており、船に対する執着は激しいものがあった。生涯に3回離婚し、うち1回の離婚で元妻と揉めた時は、妻子の移転先であるタヒチへヨットで押しかけたというエピソードも残している。波乱に富んだ生涯を自伝にして、1963年に出版した。
晩年も脇役として映画出演を続けたが、1986年5月23日、前立腺癌で死去。70歳没。遺体は荼毘に付され、サンフランシスコ湾に散骨された。

## 主な出演作品
| 公開年 | 邦題 原題 | 役名                             | 備考                 |
| ------ | --- | -------------------------------- | -------------------- |
| 1941   | ヴァージニア Virginia | ノーマン・ウィリアムズ           |                      |
| 1947   | ハリウッド・アルバム Variety Girl |                                  |                      |
| 1949   | 熱風の町 El Paso | バート・ドナー                   |                      |
| 1949   | 狙われた女 Manhandled | ジョー・クーパー                 |                      |
| 1950   | アスファルト・ジャングル The Asphalt Jungle | ディックス・ハンドレー           |                      |
| 1952   | アリゾナの襲撃 Flaming Feather | テックス・マクラウド             |                      |
| 1952   | 鉄路に賭ける男 Denver and Rio Grande | マッケイブ                       |                      |
| 1952   | 虐殺の砂漠 Hellgate | ギルマン・S・ハンレー            |                      |
| 1952   | 第七機動部隊 Flat Top | ダン・コリアー                   |                      |
| 1953   | カンサス大平原 Kansas Pacific | ジョン・ネルソン                 |                      |
| 1953   | 戦闘機攻撃 Fighter Attack | スティーヴ                       |                      |
| 1954   | 土曜日正午に襲え Crime Wave | シムズ                           |                      |
| 1954   | 炎と剣 Prince Valiant | ガウェイン                       |                      |
| 1954   | 赤い谷 Arrow in the Dust | バート・ライシュ                 |                      |
| 1954   | 大砂塵 Johnny Guitar | ジョニー・ギター・ローガン       |                      |
| 1954   | 三人の狙撃者 Suddenly | トッド・ショー保安官             |                      |
| 1955   | 野性地帯 Timberjack | ティム・チップマン               |                      |
| 1955   | レイテ沖海空戦 永遠の海原 The Eternal Sea | ジョン・マディソン・ホスキンス   |                      |
| 1955   | アラモの砦 The Last Command | ジム・ボウイー                   |                      |
| 1955   | 死闘の丘 Shotgun | クレイ・ハーディン               |                      |
| 1955   | 現金に体を張れ The Killing | ジョニー・クレイ                 |                      |
| 1957   | 西部の裏切者 Gun Battle at Monterey | ジェイ・ターナー／ジョン・ヨーク |                      |
| 1958   | テキサスの死闘 Terror in a Texas Town | ジョージ・ハンセン               |                      |
| 1958   | 決死の大脱走計画 Ten Days to Tulara | スコッティ                       |                      |
| 1963   | 博士の異常な愛情 または私は如何にして心配するのを止めて水爆を愛するようになったか Dr. Strangelove: or How I Learned to Stop Worrying and Love the Bomb | ジャック・リッパー准将           |                      |
| 1969   | 殺人美学 Hard Contract | マイケル・カールソン             |                      |
| 1972   | ゴッドファーザー The Godfather | マクラスキー                     |                      |
| 1973   | ロング・グッドバイ The Long Goodbye | ロジャー・ウェイド               |                      |
| 1973   | ファイナル・プログラム/インプット完了メシア創造の瞬間（とき） The Final Programme                                                                      | ロングウェイ・リンドバーグ       |                      |
| 1976   | 1900年 Novecenco | レオ・ダルコ                     |                      |
| 1978   | キング・オブ・ジプシー King of the Gypsies | King Zharko Stepanowicz          |                      |
| 1980   | 9時から5時まで 9 to 5 | ラッセル・ティーンズワージー     |                      |
| 1981   | 恐るべき訪問者 Venom | ハワード・アンダーソン           |                      |
| 1983   | 引き裂かれた祖国/ブルー&グレイ The Blue and the Gray                                                                                                   | ジョン・ブラウン                 | テレビ・ミニシリーズ |

## 参照
1. ↑  Hayden, Sterling (1964). Wanderer. Bantam. ISBN 978-1-57409-048-2, pp. 65-66, 76, 354
2. ↑  United States Census for 1920, Montclair Town, Essex County, New Jersey, Sheet 6B
3. 1 2  “Sterling Hayden: The Hollywood Star That Left the Silver Screen to Become a Spy”.  CIA. 2021年7月10日閲覧。